# Ахмад аль-Мансур (султан Марокко)
Ахмад аль-Мансур (араб. أحمد المنصور, Aḥmad al-Manṣūr; 1549 — 25 серпня 1603) — султан Марокко (1578—1603). Представник арабської Саадійської династії. Син марокканського султана Мухаммада аш-Шейха.  Молодший брат султанів Абдаллаха аль-Галіба й Абда аль-Маліка I. Сприяв найбільшому піднесенню держави.

## Імена
- Ахмад аль-Мансур, або Ахмед ель-Мансур (араб. أحمد المنصور, Aḥmad al-Manṣūr) — коротке ім'я.
- Ахмад Переможець — переклад арабського прізвиська.
- Абу аль-Аббас Ахмад аль-Мансур (араб. أبو العباس أحمد المنصور, Abū l-ʿAbbās Aḥmad al-Manṣūr) — повне ім'я.

## Біографія

### Молоді роки
Походив з династії Саадитів. Був молодшим сином Мухаммада аш-Шейха, засновника династії й султана Марокко. Народився у 1549 році у Фесі. Після вбивства батька у 1557 році підтримав брата Мулай Абд-аль-Маліка проти старшого брата Мулай Мухаммада аль-Мутавакіля (відомого як Шаріф). Після поразки разом з Абд-аль-Маліком втік спочатку до османського Алжиру, згодом опинився у Стамбулі. Тут навчався військової справи у османів, водночас набув знання з турецької культури. Втім, на відміну від брата більшу увагу приділяв військовим вправам.
У 1574 році за підтримки османських військ разом з братом Абд-аль-Маліком повернувся до Марокко, де останній став новим султаном. Втім у 1576 році Шаріф прибув до Португалії, запросивши допомогу тамтешнього короля Себаштіана I. Цим було спричинено конфлікт Марокко з Португалією та Іспанією.
У 1578 році португальські війська на чолі із Себаштіаном I висадилися на африканському узбережжі.  4 серпня 1578 року відбулась вирішальна битва при Елькасер-Кебір. Напочатку битви загинув Мулай Абд-аль-Малік, тому марокканські сили очолив Ахмад, який довів справу до повною перемоги над європейцями. Завдяки цьому успіху отримав прізвисько аль-Мансур («Переможний»). Слідом за цим Ахмада I було оголошено новим султаном Марокко.

### Султан
Ахмад аль-Мансур уклав вигідні мирні угоди з Іспанією та Португалією, чим забезпечив на тривалий час невтручання цих держав в африканські справи. Водночас зумів домогтися сплати викупу за усіх полонених, що склало 140 тис. крузаду (1,5 тони золота). На відзнаку перемоги наказав у Марракеші звести палац Ель-Баді («Чудовий»).
Війна з європейцями переконала султана у необхідності проведення військової реформи для поліпшення якості марокканського війська. Це було потрібно також для забезпечення незалежності від Османської імперії, яка планувала встановити протекторат над Марокко. Він створив сильне регулярне, хоча і нечисленне військо. Воно складалося з європейців, які прийняли іслам (так званих ренегатів), маврів та морисків, які втекли або були вигнані з Іспанії. Навчання здійснювали солдати і офіцери, що перебралися з Османської імперії.
Провів також адміністративну реформу, запровадивши посади вазіра аль-калама («міністра пера»), що відповідав за листуванням султана, хаджіба, що відповідав за виконанням протоколу на кшталт османського, паши (голови провінції), бія (очільника міста). Столицю було перенесено до Мараккешу, який знаходився під безпосереднім управлінням султану, інше важливе місто — Фес — керувалося спадкоємцем трону.
Водночас намагався поліпшити економічний став, висаджуючи численні плантації цукрової тростини на рівнині Аль-Хауз. Налагодив торговельні та культурні контакти з Францією. Основні контакти здійснювалися через марсельських купців. У 1588 році лікарем султана став Арну де Лісль. Водночас розпочав перемовини з Єлизаветою I, королевою Англії, що боролася проти Іспанії, стосовно укладання військового союзу. Втім спочатку домовився про постачання тростинного цукру до Англії.
В цей час значні будівельні та військові проекти значною мірою вичерпали скарбницю. Задля поповнення останньої султан Ахмад I звернув увагу на імперію Сонгаї. Час для походу було вибрано як найвдаліший — могутня країна Сонгаї, розташована на берегах річки Нігер знаходилась в занепаді через чисельні внутрішні заворушення і боротьбу серед представників правлячої династії Аскіїв за престол. Ці відомості Ахмад I отримав через арабських купців. Разом з тим 1580 року Ахмад I уклав союз з Ідрісом III, султаном Борну, що був супротивником Сонгаї (претендував на контроль в центральній Сахарі). В результаті Сонгаї була відрізана від будь-якої допомоги.
Султан Марокко для походу обрав невеличке регулярне військо, відмовившись збирати загони підвласних кочових племен. За національним складом вона складалася переважно з маврів, іспанських і португальських найманців, озброєних мушкетами, оскільки мешканці Сонгаї не знали вогнепальної зброї. Загалом 4.500 вояків та 6 гармат.

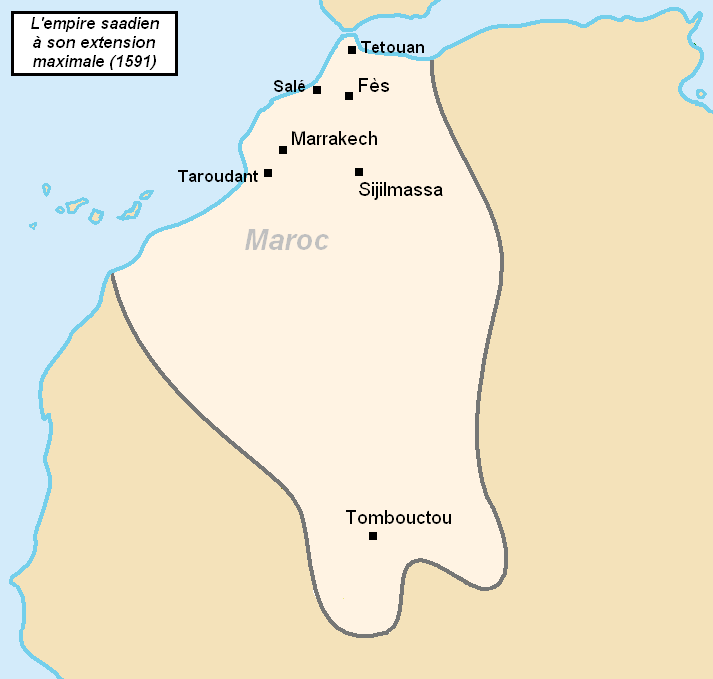
Держава Ахмада аль-Мансура наприкінці правління

Марокканське військо на чолі із Джудар-пашою (іспанцем-ренегатом) розпочало похід у жовтні 1590 року, пройшовши на африканський південь не через саму пустелю Сахару, а по її західному краю, атлантичним узбережжям. Тому раптового нападу на Сонгаї не вийшло, оскільки на шляху постійно траплялися невеликі кочові племена, васали сонгайського володаря Аскії Ісхака II. Останній зібравши значні сили (від 20 до 40 тис. вояків), рушив до північно-східних кордонів імперії. Завдяки вогнепальній зброї марокканці здобули цілковиту перемогу у битві при Тондібі 13 березня 1591 року. Слідом за цим Джудар-паша захопив й сплюндрував міста Тімбукту і Дженне, а потім захопив столицю Сонгаї — Гао. Після цього встановлено контроль над основними територіями знищеної імперії Сонгаї. Це наповнило золотом скарбницю Ахмада аль-Мансура.
У 1600 році спрямував до Англії свого секретаря Абд аль-Уахеда бен-Мессауда, який від імені султана уклав союз з королевою Єлизаветою I. Ахмад I планував в союзі з англійцями відвоювати колишні мусульманські землі на Піренеях (Аль-Андалус). У 1601 році висловив думку щодо доцільності влаштування мусульманських колоній в Північній або Південній Америці, але не здійснив намірів.
У 1603 році Ахмад I помер від чуми під час її епідемії. Владу розділили його сини: Зідан Абу Маалі — у Фесі, а Абу Фаріс Абдаллах — в Мараккеші.

## Меценатство
При його дворі діяли вчений і поет Ахмад ібн аль-Каді аль-Мікнасі, що склав «Джазват аль-іктібас фі ман халла мін аалам мадінат Фас» — біографічний словник вчених Фесу; поет Абд аль-Азіз аль-Фішталі; історик Ахмад аль-Маккар — автор «Руадат аль-ас» про улемів Фесу.

## Сім'я
- Батько: Мухаммад аш-Шейх (1490/1491—1557), султан Марокко (1549—1557).
- Брати: 
  - Абдаллах аль-Галіб (1517—1574), султан Марокко (1557—1574).
  - Абд аль-Малік I (?—1578), султан Марокко (1576—1578).

## У культурі

### Кіно
- 1990: Битва трьох королів